# Vermeth
Vermeth est un groupe (one mand band) de black metal français, originaire de Martignas-sur-Jalle, en Gironde. Formé en 2001, Vermeth constitue le projet solo de Lord Beleth'Rim, ancien membre des Légions Noires (LLN) ayant notamment œuvré au sein de la formation Torgeist. 

## Biographie
Vermeth est formé en 2001. La même année premier album de Vermeth, Your Ruin..., paraît sur le label Drakkar Productions en décembre 2001, cinq années après les derniers signes d'activité des Légions Noires. L'album, rendant hommage au black metal primitif des années 1980 (Bathory en particulier), connaîtra également une édition vinyle sur Mysticum Productions. Ce n'est que sept années plus tard que paraît le deuxième opus, Suicide or Be Killed!, également publié par Drakkar Productions aux formats CD et LP. Hormis son projet Vermeth, Beleth'Rim a également publié un album dark ambient via son projet solo Amaka Hahina.

## Membres
- Lord Beleth'Rim – tous les instruments
- LValhgarm – batterie

## Discographie
- 2001 : Your Ruin...
- 2008 : Suicide or Be Killed!